# Calyptophilus
Calyptophilus és un gènere d'ocells propi de l'illa de la Hispaniola tradicionalment classificats a la família dels tràupids (Thraupidae) però que actualment són ubicats a la seva pròpia família dels caliptofílids (Calyptophilidae), arran treballs com ara els de Barker et al. (2013 i 2015)

## Taxonomia
Segons la Classificació del Congrés Ornitològic Internacional (versió 11.1, 2021) aquest gènere està format per dues espècies:
- Calyptophilus tertius - tàngara d'Haití.
- Calyptophilus frugivorus - tàngara dominicana.